# Pachamanca
La pachamanca (o del quechua clásico pacha manka "olla de la tierra" o del aimara pacha manq’a "comida de la tierra"; tb. conocido como huatia o watya en otras zonas de los Andes) hace referencia a una forma tradicional de preparar alimentos y a un plato típico de la gastronomía del Perú, elaborado por la cocción, al calor de piedras precalentadas, de carnes de vacuno, cerdo, pollo y cuy previamente aderezados con ingredientes como chincho, huacatay, ají y otras especias, junto con productos autóctonos andinos adicionales, como papas, camote, choclo, haba en vainas y, eventualmente, yuca. Más allá de una comida o de un ágape, es un rito comunitario en los Andes y en las ciudades.
El término «pachamanca» proviene de las voces quechuas pacha "tierra" y manka "olla", por lo que su significado sería "olla de tierra"; pero cabe precisar que en lengua aimara el término manq’a significa "comida" por lo que un significado alternativo también es "comida de la tierra".
Actualmente este plato también es preparado en olla y en ese caso recibe el nombre de «pachamanca a la olla».

## Historia
El más antiguo precedente de esta forma de preparación se ubica en Telarmachay, un abrigo rocoso de hace 7.000 a 8.000 años, ubicado en San Pedro de Cajas, Tarma, donde se encontraron restos de antiguos hornos, similar a fogones donde empleaban piedras calientes, además de fragmentos de carbón. Es la evidencia que el hombre andino ya usaba esta técnica para cocer sus alimentos, utilizando para ello piedras calientes.
Esta técnica de cocción fue usada masivamente durante el arcaico tardío en el Valle Fortaleza, según las últimas investigaciones arqueológicas de la Universidad Cayetano Heredia y el científico Haas.[cita requerida] También es encontrada en la tradición Vichama Raymi de Paramonga de cinco mil años de antigüedad 
Vinculado con la pachamanca encontramos un plato precolombino que consiste en papas asadas en pequeños hornos, en la tierra o en barbacoa y que se sirven con queso fresco andino, como el «cachipa», o con una salsa de ají y queso conocida como «capchi» o «japchi», y que se prepara en la época de cosecha de las papas.
Durante el siglo XIX surgen las referencias a la pachamanca tal como se conoce en la actualidad, una de ellas corresponde al Nuevo Manual de Cocina peruana de fines de siglo. El tradicionalista Ricardo Palma es uno de los autores que da cuenta detallada de la pachamanca en el siglo XIX; él menciona y describe costumbres relacionadas con la pachamanca en las tradiciones: Los tesoros de Catalina Huanca (1877), El orgullo del cacique (1880) y La venganza de un cura (1880). En «Los tesoros de Catalina Huanca» se señala lo siguiente: "en los lugares de la sierra, esas fiestas duran de ocho a quince días, tiempo en que los ciegos disfrutan de festines, en los que la pacha-manca de carnero y la chicha de jora se consumen sin medida".
El argentino Santiago Estrada da cuenta de la pachamanca en su obra De Valparaíso a la Oroya (1873); otras referencias son el Diccionario de Peruanismos del año 1883 por Juan de Arona y el recetario Cocina ecléctica de Juana Manuela Gorriti (1890).
En el siglo XX, la pachamanca fue arraigándose más entre la oligarquía peruana en grandes celebraciones en las haciendas y empresas mineras de la sierra central. El ferrocarril central, contribuyo en gran medida a esto ya que generó un gran flujo comercial entre Lima y la sierra central, el valle del Mantaro, el valle de Tarma, de gran importancia en la agricultura, y con ciudades mineras como La Oroya, Cerro de Pasco y Huancavelica. La pachamanca se extendió hacia la costa con la migración de personas y trabajadores enganchados con trabajos en las haciendas de la costa. Manuel A. Odría, natural de Tarma y presidente del Perú entre 1948 y 1956, de gran afición a la pachamanca, lo llevó a realizarse como plato en ceremonias y banquetes importantes en palacio de gobierno, acompañándola con la música de la guardia republicana.
La pachamanca fue declarada Patrimonio Cultural de la Nación en 2003. En noviembre de 2015, fue decretado como día nacional de la Pachamanca todos los primeros domingos de febrero, de esta manera el estado busca promover y revalorar este plato tradicional y emblemático.
La pachamanca que la mayoría de los peruanos conocen es relativamente moderna. En tiempos precolombinos no se ponían carnes, como corresponde a la «huatía», y la cocción era realizada en "pirqas" (se pronuncia 'pir(sh)kjas') que son como pirámides huecas en las que se ponían maderos encendidos para calentar las piedras y luego de estar calientes se ponían las papas...

## Preparación

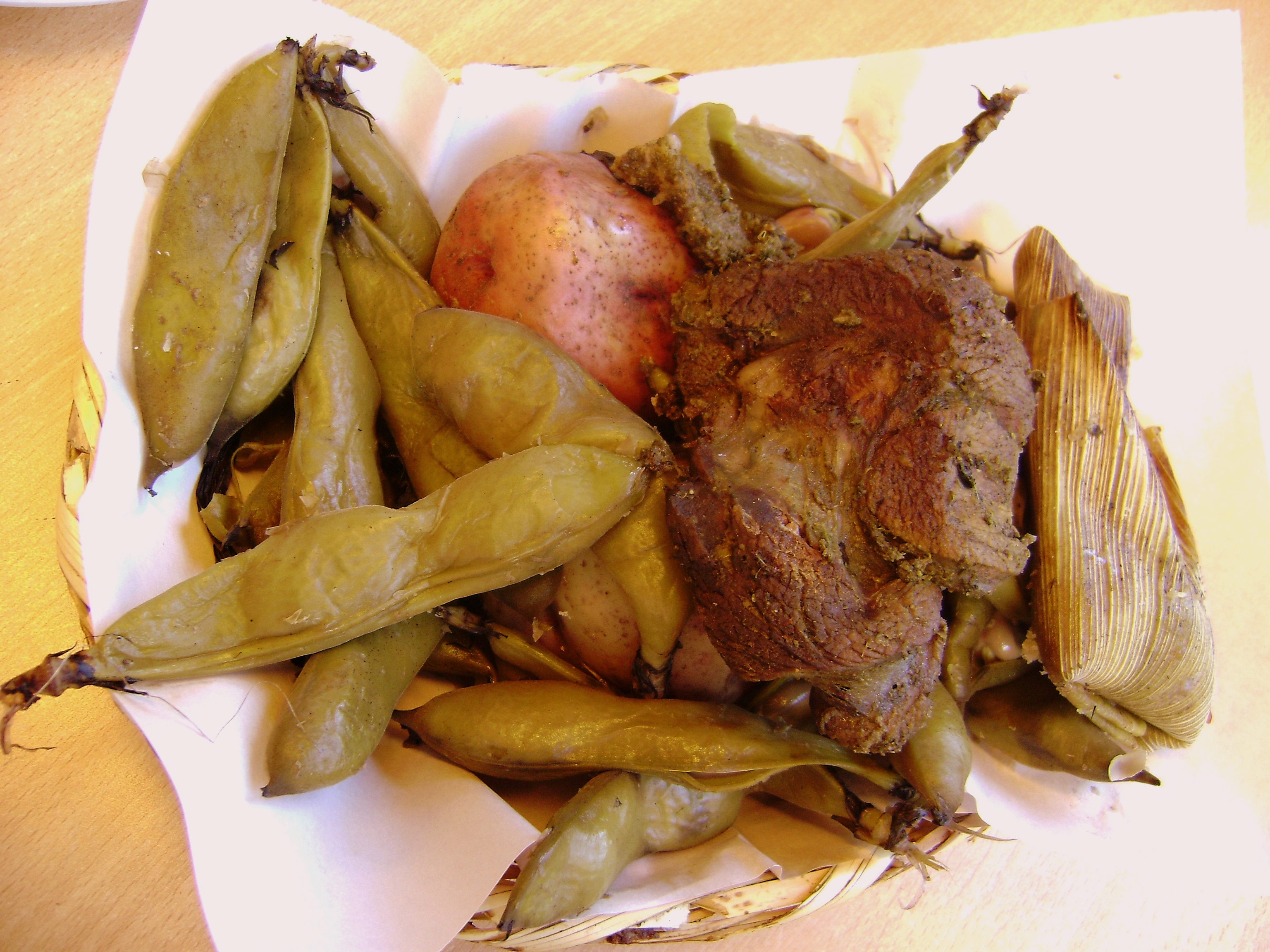
Pachamanca de res.

El principio básico es crear una cavidad con material refractario, que permita ser llevado a una temperatura alta para proceder a la cocción de las carnes. Así, en muchos lugares del Perú se crea un horno artesanal abriendo un hoyo en la tierra donde se colocan piedras, que se calientan con la combustión de leños; no cualquier piedra es apta, las mejores son esquistos y el contenido de sulfuro no es deseado pues altera el sabor (piedras de río). Alternativamente se usan estructuras de ladrillos.
Calentado el "horno", se procede a introducir la carne previamente sazonada, macerada en los productos saborizantes, y luego es envuelta en hojas de marmaquilla o de chincho, propias de cada región o lugar andino, las que les confiere un sabor distintivo y paso siguiente se les coloca sobre alguna superficie portante (piedras, lajas o bandejas metálicas), para finalmente se le cubrirlas con hojas de plátano. Después se le acompaña a las carnes con los adicionales, para por último cerrar el "horno" sea a la manera tradicional, con hojas, géneros y tierra, o mediante algún otro mecanismo que cierre herméticamente el mismo, a fin de concentrar el calor que los elementos termorefractarios habrán conservado. Transcurrido un tiempo necesario (basado en el cálculo y la experiencia del cocinero), se abre "el horno" y se procede a servir. Dependiendo de la cantidad de alimentos el tiempo ideal es de 40 a 90 minutos que bien vale la pena esperar, dependiendo de cuán caliente se encuentran las piedras.
La forma más estupenda de servir y comer la pachamanca es en una mesa grande o en el suelo, donde se tiende unas mantas. Las papas, las habas, los camotes y las humitas se tiende a lo largo de la mesa, de donde todos los invitados pueden coger y comer a su gusto sin limitaciones. Las carnes se sirven en platos, por cada tipo. El japchi (ají de rocoto, queso y huacatay) acompaña a estos deliciosos manjares.
Un factor común es el empleo de piedras carentes de contenido de sulfuros -son apropiados los esquistos-, la papa y el camote como ingredientes, y las carnes en general herméticamente envueltas en hojas de plátano. La forma tradicional lleva a construir este horno mediante un hoyo en tierra limpia, en el cual se ordenan las piedras calientes y se acomodan las carnes y los productos adicionales. Para proceder a la cocción de mismo se cierra el "horno" tapándolo como se ha señalado: hojas del árbol de plátano o similares, géneros o mantas, y tierra. Otro elemento común a todas las formas de preparación es la maceración de la carne con alguna especia que da un sabor característico a la carne, concluida la maceración. Asimismo, la carne de cerdo se macera en chincho en la región de Huánuco. El resultado es que cada carne tienen un color distinto concluida la cocción.

### Proceso en imágenes

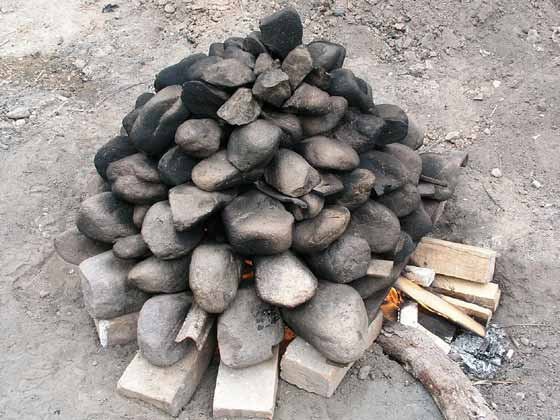
Las piedras se calientan sobre un fuego
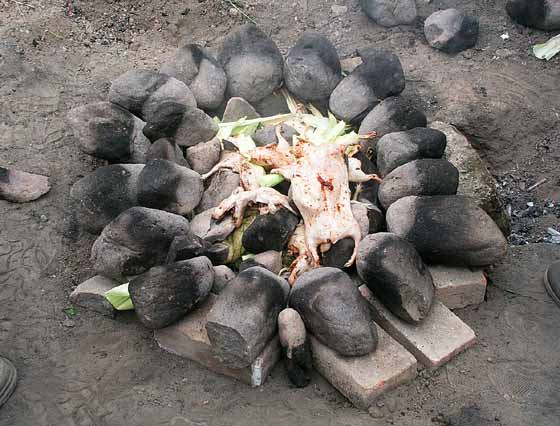
La carne esta puesta junto con las piedras calientes
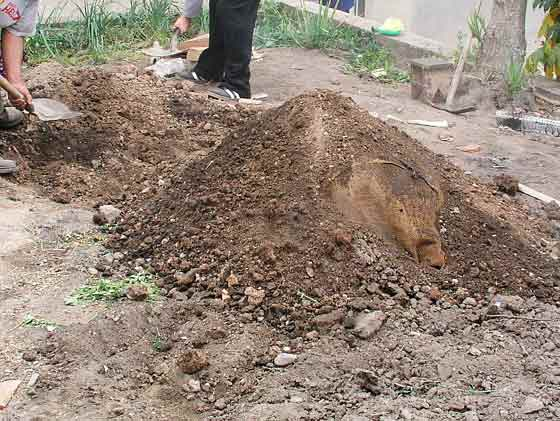
Todo está tapado con hierbas, telas y tierra
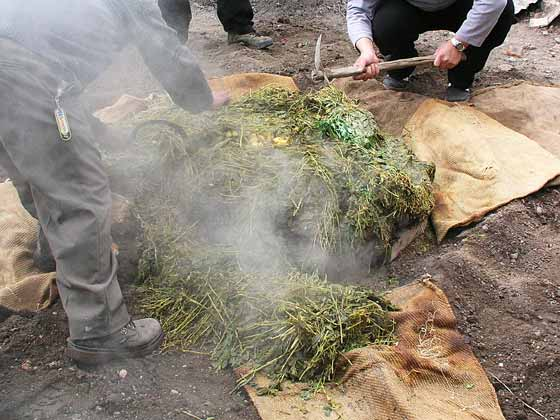
Se destapa el horno después de una hora y media
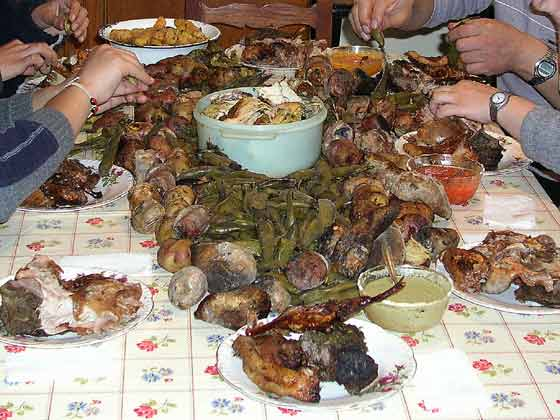
Lista para comer

### Diferencias regionales

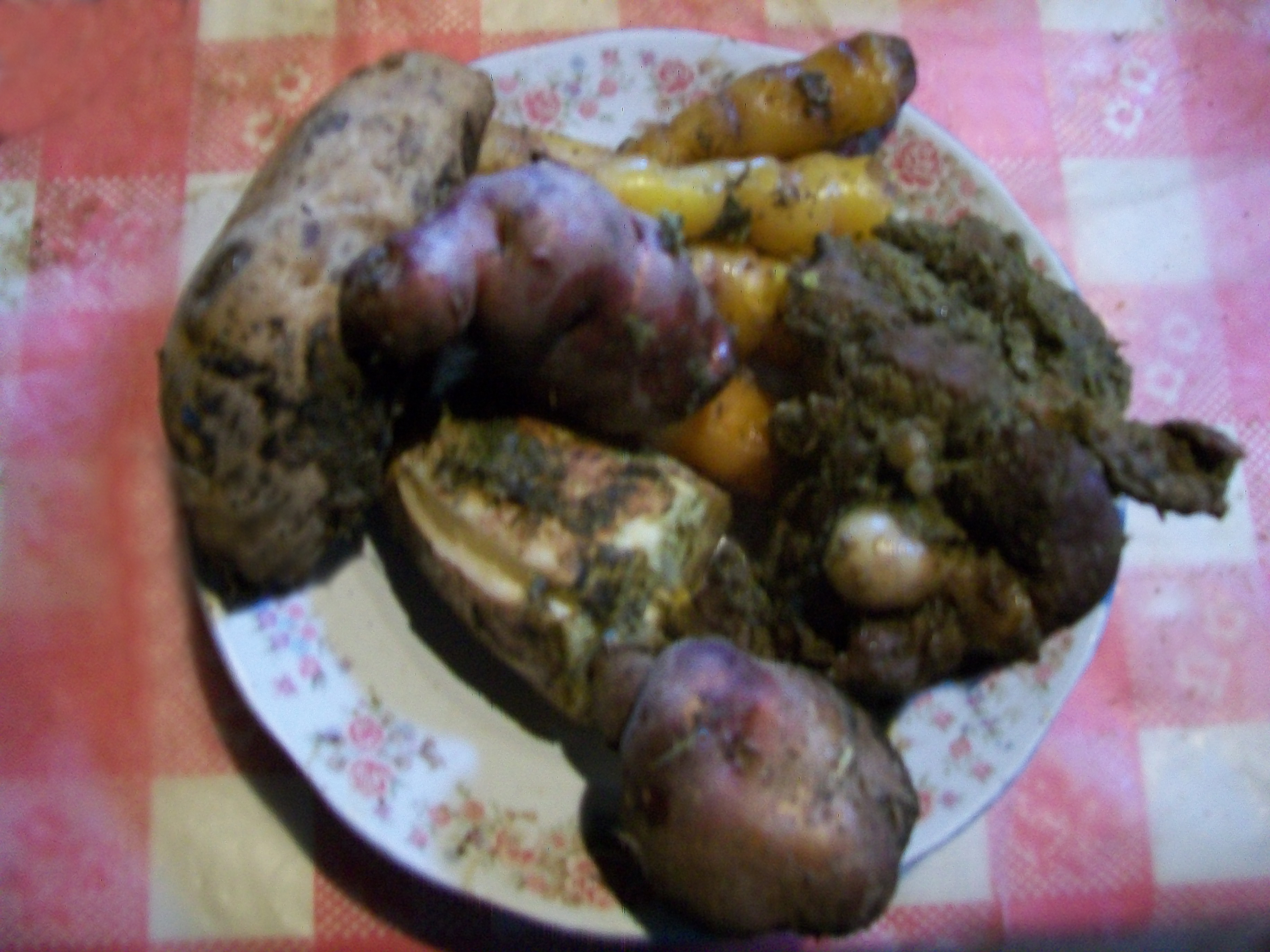
Pachamanca como potaje andino de Ocros, Áncash (Perú).

En la actualidad las diferencias regionales se han ido disipando pero es relevante dar cuenta de las preparaciones tradicionales.

#### Junín
- Carnes: Cuy, pollo, alpaca, cerdo, cordero, vacuno.
- Vegetales: Papas, habas, choclo, oca, camote.
- Aderezos: Sal, ají colorado, paico, achiote, chincho chicha de jora.
- Alimentos pre elaborados: Humitas dulces y saladas.
- Acompañamientos: Salsa de ají y queso (japchi).
- Combustible: Leña de eucalipto o retama.

#### Cusco
- Carnes: Cerdo, carnero.
- Vegetales: Papas, choclos, humitas.
- Aderezos: Sal, huacatay, chincho.

#### Ayacucho
- Carnes: Res, chancho, pollo.
- Vegetales: Papas, habas, camote, culantro, perejil, huacatay, espinaca.
- Aderezos: Ají, ajo, comino, sal, ají amarillo, chincho, chicha de jora.
- Alimentos pre elaborados: humitas.
- Acompañamientos: Salsa de queso y rocoto y huacatay.
- Combustible: Se utiliza leña de molle o huarango.

#### Huánuco
- Carnes: Chancho.
- Vegetales: Camote, yucas, papas, choclo
- Aderezos: Chincho, ajo, sal y piel del rocoto.
- Acompañamientos: Salsa picante de ají y cebolla.
- Chicha de jora

#### La Libertad
- Carnes: Carnero y chancho.
- Vegetales: Plátanos, papas.
- Alimentos pre elaborados: Humitas verdes.
- Aderezos: Ají, chicha de jora, ajos, sal.
- Combustible: Leña de algarrobo.

#### Áncash y los ancashinos en Santiago
- Carnes: Cerdo, vacuno, cuy, gallina.
- Vegetales: Papas, camotes, choclos y haba verde en vainitas, oca en su temporada.
- Aderezos: Ajos, ají verde, huacatay, chincho.
- Alimentos pre elaborados: Tamales, sobre todo las humitas.
- Bebidas de sobremesa: Chicha de jora o cerveza de fábrica.
- Combustible: leñas y/o troncos de eucalipto o de molle.